# Echinopsis molesta
Echinopsis molesta ist eine Pflanzenart aus der Gattung Echinopsis in der Familie der Kakteengewächse (Cactaceae). Das Artepitheton molesta stammt aus dem Lateinischen, bedeutet ‚unerfreulich‘ und verweist auf die dornige Natur der Art.

## Beschreibung
Echinopsis molesta wächst einzeln. Die niedergedrückt kugelförmigen bis kugelförmigen, trüb hellgrünen Triebe weisen Durchmesser von bis zu 20 Zentimeter auf. Es sind 13 deutliche, scharfkantige Rippen vorhanden, die wellig sind. Die auf ihnen befindlichen Areolen sind groß. Die vier etwas einwärts gebogenen Mitteldornen sind an ihrer Basis etwas verdickt und bis zu 3 Zentimeter lang. Der unterste von ihnen ist am längsten. Die sechs bis acht Randdornen sind gerade und weisen eine Länge von 1 bis 1,5 Zentimeter auf.
Die lang trichterförmigen, weißen Blüten duften. Sie sind 22 bis 24 Zentimeter lang.

## Verbreitung und Systematik
Echinopsis molesta ist in der argentinischen Provinz Córdoba im Tiefland verbreitet.
Die Erstbeschreibung durch Carlos Luis Spegazzini wurde 1905 veröffentlicht.
Roberto Kiesling behandelte Echinopsis molesta 1999 als Synonym von Echinopsis leucantha.

## Nachweise